# Nonacarbonilo de dihierro
El nonacarbonilo de dihierro es un compuesto inorgánico con la fórmula molecular Fe2(CO)9 que descompone a temperaturas superiores a los 100 °C. Este carbonilo metálico es un reactivo importante en la química organometálica y se usa ocasionalmente en síntesis orgánica. Es una fuente de Fe(0) más reactivo  que el Fe(CO)5 y menos peligroso de manejar, ya que no es volátil. Este sólido de color naranja micáceo es prácticamente insoluble en todos los disolventes comunes.

## Síntesis y estructura
Siguiendo el método original: fotólisis en una disolución de ácido acético de Fe(CO)5 se produce Fe2(CO)9 con buen rendimiento:
{\displaystyle \mathrm {2\;Fe(CO)_{5}\rightarrow Fe_{2}(CO)_{9}+CO} }
El nonacarbonilo de dihierro consiste en un par de centros metálicos Fe(CO)3 centros unidos por tres ligandos puente CO. Aunque la mayoría de libros de texto muestran un enlace Fe-Fe, análisis teóricos han manifestado consistentemente la ausencia de un enlace directo Fe-Fe.

## Historia
Heinrich Hirtz y su colega M. Dalton Cowap (trabajadores de la industria Imperial Chemical Industries sintetizaron varios carbonilos metálicos mononuecleares (de cobalto, molibdeno, rutenio), así como el nonacarbonilo de dihierro. La elucidación de la estructura del nonacarbonilo de dihierro, que surge de la exposición a la luz solar del pentacarbonilo de hierro, no fue posible hasta 1906 gracias a James Dewar y H.O. Jones.